# Chris Columbus
Chris Columbus (Spangler, Pennsylvania, 1958. szeptember 10. –) amerikai filmrendező, forgatókönyvíró és producer, aki főként családi filmjeiről ismert. 
Miután az 1980-as évek első felében megírta a Szörnyecskék (1984) és a Kincsvadászok (1985) forgatókönyvét, 1987-ben debütált rendezőként az Egy bébiszitter kalandjai című tinivígjátékkal. Hírnévre a Reszkessetek, betörők! (1990) és a Reszkessetek, betörők! 2. – Elveszve New Yorkban (1992) című karácsonyi témájú családi vígjátékokkal tett szert – előbbit két Oscar- és két Golden Globe-díjra jelölték. 
Az 1990-es években a Robin Williams főszereplésével készült, Mrs. Doubtfire – Apa csak egy van (1993) című rendezése jegyeladási szempontból sikert aratott. Az évtized során rendezett többi filmje – Áldatlan állapotban (1995), Édesek és mostohák (1998), A kétszáz éves ember (1999) – kevésbé nyerte el a kritikusok tetszését. A rendezőként jegyzett Harry Potter és a bölcsek köve (2001) és annak folytatása, a Harry Potter és a Titkok Kamrája (2002) című filmjei ismét hatalmas pénzügyi sikernek bizonyultak, ahogyan a Villámtolvaj – Percy Jackson és az olimposziak (2010) című kalandfilm is. 2015-ös Pixel című animációs rendezése azonban jegyeladási és kritikai szempontból is megbukott.
Columbus producerként vett részt olyan sikeres filmek elkészítésében, mint a Harry Potter és az azkabani fogoly (2004), az Éjszaka a múzeumban (2006) és A segítség (2013). 
Társalapítója volt az 1995 óta működő 1492 Pictures elnevezésű produkciós cégnek, mely számos filmjét legyártotta. 2014-ben, lányával közösen újabb filmprodukciós céget alapított, Maiden Voyage Pictures néven. 2017-ben indította útjára a ZAG Animation Studios céget, Michael Barnathan, Haim Saban és Jeremy Zag társaságában.

## Pályafutása

### Kezdeti sikerek (1984–1990)
Hivatásos filmes pályafutása az 1980-as évek elején kezdődött, amikor megírta a Vakmerő című film forgatókönyvét. Columbus később bevallotta: „Nem ez volt a legjobb munkám. Részben önéletrajzi ihletésűnek terveztem... és a film alapjául azon erőfeszítéseim szolgáltak, hogy sikerüljön kitörnöm. De a rendező egy esetlen, tini szexdrámává változtatta és ez a tapasztalat annyira degradáló volt számomra.” Columbus csalódottságában egy új, horror-vígjáték témájú forgatókönyvet írt. Számos visszautasítás után Steven Spielberg felhívta Columbust és megvásárolta a forgatókönyvet – így született meg a Szörnyecskék (1984) című film, mely kritikai sikert aratott. A fiatal író ezután Los Angelesbe költözött és Spielberg Amblin Entertainment elnevezésű filmprodukciós cégének dolgozva többek között elkészítette a Kincsvadászok (1985) és Az ifjú Sherlock Holmes és a félelem piramisa (1985) forgatókönyveit.
Két, Los Angelesben töltött év után úgy döntött, visszaköltözik New Yorkba. Itt megalkotta a Galaxy High (1986) című animációs sorozatot és a Kis Némó Álomországban (1989) című, japán-amerikai animációs film forgatókönyvét is. Rendezőként 1987-ben debütált az Egy bébiszitter kalandjai című tinivígjátékkal. A kritikusok mérsékelten fogadták az általuk „középszerű bemutatkozásnak” tartott filmet. Ezt követte 1988-as, Heartbreak Hotel című rendezése – a film főhőse Elvis Presley, akit egy kisvárosi család elrabol. A vígjáték megbukott a mozikban és a kritikusok sem rajongtak érte.

## Filmográfia
| Év   | Magyar cím                                       | Eredeti cím                                        | Feladatkör | Feladatkör | Feladatkör |
| Év   | Magyar cím                                       | Eredeti cím                                        | Rendező    | Író        | Producer   |
| ---- | ------------------------------------------------ | -------------------------------------------------- | ---------- | ---------- | ---------- |
| 1984 | Vakmerő                                          | Reckless                                           | Nem        | Igen       | Nem        |
| 1984 | Szörnyecskék                                     | Gremlins                                           | Nem        | Igen       | Nem        |
| 1985 | Kincsvadászok                                    | The Goonies                                        | Nem        | Igen       | Nem        |
| 1985 | Az ifjú Sherlock Holmes és a félelem piramisa    | Young Sherlock Holmes                              | Nem        | Igen       | Nem        |
| 1987 | Egy bébiszitter kalandjai                        | Adventures in Babysitting                          | Igen       | Nem        | Nem        |
| 1988 | Heartbreak Hotel                                 | Heartbreak Hotel                                   | Igen       | Igen       | Nem        |
| 1989 | Kis Némó Álomországban                           | Little Nemo: Adventures in Slumberland             | Nem        | Igen       | Nem        |
| 1990 | Reszkessetek, betörők!                           | Home Alone                                         | Igen       | Nem        | Nem        |
| 1991 | Mama pici fia                                    | Only the Lonely                                    | Igen       | Igen       | Nem        |
| 1992 | Reszkessetek, betörők! 2. – Elveszve New Yorkban | Home Alone 2: Lost in New York                     | Igen       | Nem        | Nem        |
| 1993 | Mrs. Doubtfire – Apa csak egy van                | Mrs. Doubtfire                                     | Igen       | Nem        | Nem        |
| 1995 | Áldatlan állapotban                              | Nine Months                                        | Igen       | Igen       | Igen       |
| 1996 | Hull a pelyhes                                   | Jingle All the Way                                 | Nem        | Nem        | Igen       |
| 1998 | Édesek és mostohák                               | Stepmom                                            | Igen       | Nem        | Igen       |
| 1999 | A kétszáz éves ember                             | Bicentennial Man                                   | Igen       | Nem        | Igen       |
| 2001 | Harry Potter és a bölcsek köve                   | Harry Potter and the Philosopher's Stone           | Igen       | Nem        | Vezető     |
| 2001 | Talpig majom                                     | Monkeybone                                         | Nem        | Nem        | Vezető     |
| 2002 | Harry Potter és a Titkok Kamrája                 | Harry Potter and the Chamber of Secrets            | Igen       | Nem        | Vezető     |
| 2004 | Kelekótya karácsony                              | Christmas with the Kranks                          | Nem        | Igen       | Igen       |
| 2004 | Harry Potter és az azkabani fogoly               | Harry Potter and the Prisoner of Azkaban           | Nem        | Nem        | Igen       |
| 2005 | Rent – Bohém élet                                | Rent                                               | Igen       | Nem        | Igen       |
| 2005 | Fantasztikus Négyes                              | Fantastic Four                                     | Nem        | Nem        | Vezető     |
| 2006 | Éjszaka a múzeumban                              | Night at the Museum                                | Nem        | Nem        | Igen       |
| 2007 | A Fantasztikus Négyes és az Ezüst Utazó          | Fantastic Four: Rise of the Silver Surfer          | Nem        | Nem        | Vezető     |
| 2009 | Lehetek az eseted?                               | I Love You, Beth Cooper                            | Igen       | Nem        | Igen       |
| 2009 | Éjszaka a múzeumban 2.                           | Night at the Museum: Battle of the Smithsonian     | Nem        | Nem        | Igen       |
| 2010 | Villámtolvaj – Percy Jackson és az olimposziak   | Percy Jackson & the Olympians: The Lightning Thief | Igen       | Nem        | Igen       |
| 2011 | A segítség                                       | The Help                                           | Nem        | Nem        | Igen       |
| 2013 | Percy Jackson: Szörnyek tengere                  | Percy Jackson: Sea of Monsters                     | Nem        | Nem        | Vezető     |
| 2014 | Éjszaka a múzeumban – A fáraó titka              | Night at the Museum: Secret of the Tomb            | Nem        | Nem        | Igen       |
| 2015 | Pixel                                            | Pixels                                             | Igen       | Nem        | Igen       |
| 2015 | A boszorkány                                     | The Witch                                          | Nem        | Nem        | Vezető     |
| 2016 |                                                  | The Young Messiah                                  | Nem        | Nem        | Igen       |
| 2016 |                                                  | Tallulah                                           | Nem        | Nem        | Igen       |
| 2017 |                                                  | Patti Cake$                                        | Nem        | Nem        | Igen       |
| 2017 |                                                  | I Kill Giants                                      | Nem        | Nem        | Igen       |
| 2018 | Karácsonyi krónikák                              | The Christmas Chronicles                           | Nem        | Nem        | Igen       |
| 2019 | A világítótorony                                 | The Lighthouse                                     | Nem        | Nem        | Vezető     |
| 2019 |                                                  | Yes, God, Yes                                      | Nem        | Nem        | Vezető     |
| 2020 | Scooby!                                          | Scoob!                                             | Nem        | Nem        | Igen       |
| 2020 | Karácsonyi krónikák: Második rész                | The Christmas Chronicles 2                         | Igen       | Igen       | Igen       |
| 2022 | Éjszaka a múzeumban: Kahmunrah visszatér         | Night at the Museum: Kahmunrah Rises Again         | Nem        | Nem        | Vezető     |
| 2023 | Chupa                                            | Chupa                                              | Nem        | Nem        | Igen       |
| 2024 | Nosferatu                                        | Nosferatu                                          | Nem        | Nem        | Igen       |

Cameoszerepei
- 1992: Reszkessetek, betörők! 2. – Elveszve New Yorkban – férfi a játékboltban[6]
- 2005: Rent – Bohém élet – dühös férfi az autóban

## Fordítás
- Ez a szócikk részben vagy egészben  a   Chris Columbus című angol Wikipédia-szócikk fordításán alapul.  Az eredeti cikk szerkesztőit annak laptörténete sorolja fel. Ez a jelzés csupán a megfogalmazás eredetét és a szerzői jogokat jelzi, nem szolgál a cikkben szereplő információk forrásmegjelöléseként.